# اژدهای بی‌میل (فیلم ۱۹۴۱)
اژدهای بی‌میل (انگلیسی: The Reluctant Dragon) یک فیلم کمدی آنتولوژی لایو اکشن/انیمیشنی محصول سال ۱۹۴۱ آمریکا است که توسط والت دیزنی و به کارگردانی آلفرد ورکر تولید و توسط آرکی‌او پیکچرز در تاریخ ۲۷ ژوئن ۱۹۴۱ منتشر شده است. این فیلم در اصل یک بازدید از تأسیسات استودیوی جدید والت دیزنی در بربنک، کالیفرنیا است و در آن رابرت بنچلی، عضو گروه آلگونکین راند تیبل، بازیگر سینما، نویسنده و کمدین، به همراه بسیاری دیگر از کارکنان دیزنی که همگی در نقش خودشان ظاهر شده‌اند، از جمله وارد کیمبال، فرد مور، نورمن فرگوسن، کلارنس نش، و خود والت دیزنی، به ایفای نقش می‌پردازد.
بیست دقیقهٔ اول فیلم به صورت سیاه و سفید است و باقی آن به صورت تکنیکالر می‌باشد. بیشتر فیلم به صورت لایو اکشن است و چهار بخش انیمیشنی کوتاه در طول آن گنجانده شده است: یک بخش سیاه و سفید با حضور شخصیت کیسی جونیور از فیلم دامبو و سه کارتون رنگی تکنیکالر شامل «بیبی ویمز» (که به صورت استوری‌بورد نشان داده می‌شود)، «چگونه اسب سواری کنیم» با حضور گوفی و نسخهٔ طولانی‌تر فیلم کوتاه «اژدهای بی‌میل» که بر اساس کتابی به همین نام از کنث گراهام ساخته شده است. در مجموع ۴۰ دقیقه از فیلم به بخش‌های انیمیشنی اختصاص دارد.